# Datan

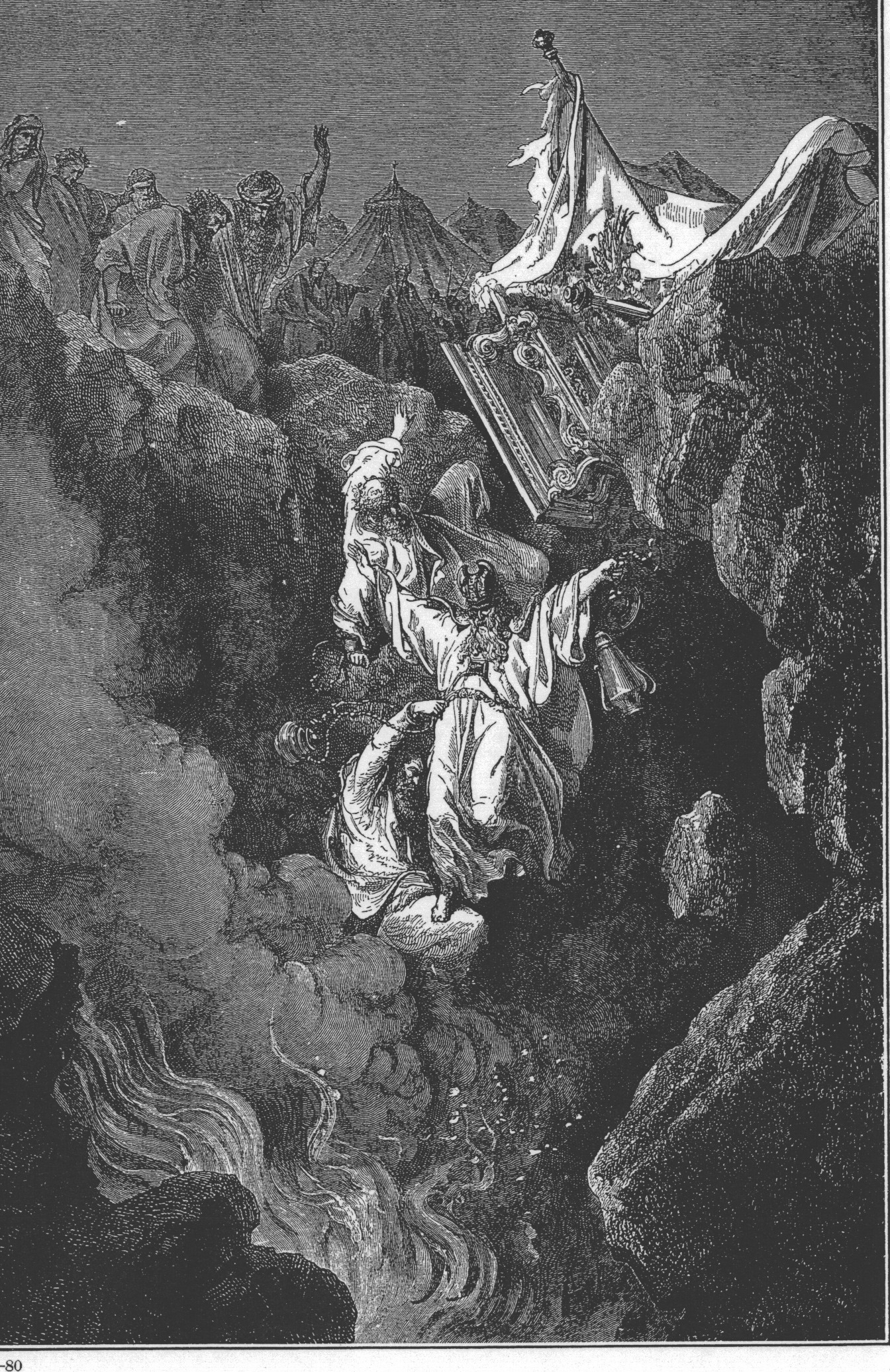
Moartea lui Korah, Dathan şi Abiram, de Gustave Doré

Datan sau Dathan (ebraică דתן) a fost un israelit menționat în Vechiul Testament ca participant la Exod. El a fost fiul lui Eliab, fiul lui Palu , fiul lui Ruben. Împreună cu fratele său Abiron, levitul Korah și alții, s-a revoltat împotriva lui Moise și Aaron. În Biblie, în Cartea Numeri, se povestește că pământul a deschis gura și a înghițit casa lor. (Numeri 16:31)